# Celdilla
Para la habitación monástica, ver celdilla (habitación)
Las celdillas son cavidades prismáticas hexagonales creados por las abejas obreras a partir de cera originada en sus glándulas ceríferas. 
Estos recipientes, pueden tener distinto tamaño según la función que desempeñen dentro de la colonia. Así, podemos distinguir celdas para albergar cría de obrera, las que son las más numerosas en condiciones normales dentro de una colonia, celdas de zángano, las cuales albergan crías de zángano y son menos abundantes que las anteriores pero de un mayor tamaño y sobresalen de la superficie del panal por lo cual son muy bien diferenciadas, y por último celdas de reinas, celdas reales o también llamadas maestriles (albergan a la "maestra" o reina). Estas últimas las podemos observar como una estructura similar a un maní o cacahuate, y las colonias de abejas las construyen solo cuando necesitan criar una reina, ya sea para reemplazar a la anterior o para dividir la colmena mediante el enjambrazón. Tanto las celdas de obreras como las de zángano pueden ser utilizadas indistintamente para almacenar miel o polen.
Además, pueden encontrarse también algunas celdas irregulares como transición entre celdas de distinto tipo o en lugares donde estas cumplen funciones de soporte.